# Escape from Hell
Escape from Hell is een roman uit 2009 van de sciencefictionschrijvers Larry Niven en Jerry Pournelle. Het is het vervolg op het eerdere werk van beide schrijvers, Inferno, en is eveneens gebaseerd op het eerste deel van De Goddelijke Komedie.
De hoofdpersoon Allen Carpenter (hij noemt zich niet langer Carpentier) ontmoet niet slechts historische personages, maar ook personen die na diens dood in 1975 overleden waren (het werk kwam in 2009 uit), zoals Lester del Rey. Orkaan Katrina en de aanslagen op 11 september 2001 zijn eveneens in het verhaal verwerkt.

## Plot
Nadat Carpenter zijn gids Benito Mussolini heeft laten doorlopen naar de Louteringsberg, neemt hij diens taak als gids voor andere zielen over. Op de terugweg wordt hij door een bebaarde man aangegrepen die vervolgens explodeert. Zijn lichaam hermaterialiseert in de Vestibule, naast de bronzen fles waarin hij (blijkens aanwijzingen uit het boek 34 jaar lang) gevangen had gezeten. Achteraf blijkt de ontploffende man een zelfmoordterrorist: ze lopen doelloos door de Hel en ontploffen als ze iets of iemand aanraken. Vanaf dit moment beschikt hij over de gift te spreken in tongen. Ook is hij opeens zeer sterk. Later ontdekt hij dat hij deze gaven van Benito heeft overgenomen op het moment dat hij diens taak accepteerde.
Carpenter reist nu opnieuw naar het middelpunt van de Hel en probeert zoveel mogelijk zielen mee te nemen of te overtuigen dat er een uitweg is. Inderdaad sluit een aantal zielen zich bij Carpenter aan, of probeert of eigen gelegenheid te ontsnappen. Zijn eerste metgezel is Rosemary Bennett, die bij leven officier van justitie in New Orleans was. Opnieuw passeren ze koning Minos in zijn paleis, en weigeren zijn oordeel.
Rosemary verlaat Carpenter uiteindelijk in de stad Dis wanneer haar een baan wordt aangeboden. Ook Carpenter wordt een baan aangeboden maar hij verkiest zijn huidige taak; het uit de Hel helpen ontsnappen van zielen. Vlak daarna ontmoet hij Billy the Kid weer, die eveneens een baan in de Hel heeft gekregen: het leiden van de bewakers van het meer van kokend bloed, waarin de gewelddadigen (waaronder vroeger hijzelf) gestraft worden. Zo schiet hij eigenhandig Seung-Hui Cho neer wanneer deze probeert te ontsnappen.
In het bos van de zelfmoordenaars ontmoet Carpenter Sylvia Plath in de gedaante van een boom die kan bloeden (en praten) bij verwonding en vertelt haar zijn verhaal. Vervolgens bevrijdt hij haar uit haar boomgedaante door haar in brand te steken.Ze vervolgen hun weg door de gloeiende woestijn waar sodomieten worden gestraft (waaronder katholieke priesters die die zich aan jongens hadden vergrepen).
In de malebolge van de Achtste Cirkel ontmoet de groeiende groep Aimee Semple McPherson die eveneens door de Hel doolt en zielen probeert te helpen, evenals Carl Sagan. Het wordt echter door de kloven en tegenwerking van andere zielen en hun bewakers steeds moeilijker verder te gaan. In de kloof der Slechte Raadgevers dwingt een groep zielen geleid door Reinhard Heydrich Carpenter hen te helpen te ontsnappen. Bij de schismatici ontmoet Carpenter Leon Trotski (die er zit omdat hij het schisma tussen stalinisten en trostskisten zou hebben veroorzaakt) en Hendrik VIII (vanwege zijn stichting van de Anglicaanse Kerk). Er wordt kort verwezen naar Mohammed en Ali die er (zoals vermeld in Dante's oorspronkelijke werk) eveneens worden gestraft. De groep is weer gereduceerd tot slechts Carpenter en Sylvia Plath wanneer de Zee der Verraders in de Negende Cirkel wordt bereikt.
Hier blijkt de eerdere explosie van Carpenter een ziel bijna uit het ijs bevrijd te hebben: het was Robert Oppenheimer. Hij wordt losgebikt, maar doet erg vaag over de reden van zijn straf. Ook Oppenheimer wil weg en vindt dat niemand eeuwige straf verdient, daarom wil hij het ijs doen smelten. Wanneer opnieuw een zelfmoordterrorist op de groep afrent, 'Allahu Akbar' schreeuwend, omarmt Oppenheimer de man waardoor beiden exploderen. Maar omdat Oppenheimer bij leven een kernfysicus was geweest, ontploft hij als kernexplosie. Sylvia en Carpenter desintegreren en het ijs smelt over een groot oppervlak.
Carpenter materialiseert opnieuw aan de rand van de Zee. Sylvia en Robert Oppenheimer zijn verdwenen maar zullen waarschijnlijk op een andere plaats hermaterialiseren. Rosemary Bennett is er met Geryon en een gevolg van demonen, en ze zijn woedend. Door de schuld van Carpenter (goed, het was Oppenheimer die opzettelijk explodeerde, maar Carpenter had hem opgestookt) zijn tienduizenden van de meest gevaarlijke misdadigers in de Hel ontsnapt, en ze moeten nu allemaal gevangen en opnieuw berecht worden.
Rosemary maakt Carpenter duidelijk dat hij niet meer welkom is in de Hel; hij is een onruststoker en moet vertrekken. Hij loopt in zijn eentje naar de Duivel in het centrum van de Zee en passeert de krater waarin zielen in het gesmolten ijs worstelen, hij vangt nog kort een glimp op van Hitler en Stalin die met elkaar vechten, beiden naakt maar herkenbaar aan hun snorren. Hij passeert de Duivel en is klimt vervolgens via een grot omhoog naar de Louteringsberg. Eindelijk zal hij weer sterren zien.